# Torkild Andersen
Torkild Andersen (20 luglio 1916 – 21 maggio 1977) è stato un calciatore norvegese, di ruolo attaccante.

## Carriera

### Club
Andersen vestì la maglia del Lisleby e Moss.

### Nazionale
Disputò 5 partite per la Norvegia, con 2 reti all'attivo. Esordì il 19 settembre 1937, in occasione della vittoria per 3-2 sulla Svezia.